# 白花风筝果
白花风筝果（学名：[Hiptage candicans] 错误：{{Lang}}：文本有斜体标记（帮助））为金虎尾科风筝果属下的一个种。

## 扩展阅读
- 維基物種上的相關：白花风筝果